# Progression
Progression é um single de Hironobu Kageyama lançado pela Lantis em 25 de novembro de 2009 que possui quatro faixas.

## Produção
A composição de ambas as faixas ficou sob a responsabilidade de Kenji Yamamoto. Tanto ele quanto a letrista Yuriko Mori já haviam trabalhado em incontáveis projetos de músicas de anime, incluindo canções da franquia Dragon Ball.
Curiosamente, Masaaki Endoh, companheiro de Kageyama no JAM Project, participa nos vocais de apoio da faixa-título junto com a cantora YUKA.

## Recepção
O single chegou à 157ª posição no Oricon Singles Chart.
Ao analisar a música, Mike LaBrie, do Kanzenshuu,elogiou que a foto de Kageyama não procura esconder sua idade, o que aconteceu no single "Battle of Omega". Ele também cita que "a música é toda em cima dos vocais, ao contrário de outras como "Super Survivor", que alternavam entre vocais e guitarra, Kageyama é a grande estrela desta canção." Destaca, também que as letras evocam e abraçam o espírito de músicas geralmente compostas para animes shōnen.
Já ao analisar o lado b deste single, LaBrie destaca que Kageyama costuma ser excelente em baladas e músicas com ritmo mais vagaroso, mas que esta música pouco faz bom uso do talento do cantor. Elogia, entretanto, os arranjos de cordas e piano.

## Legado
A faixa-título foi composta para o jogo Dragon Ball: Raging Blast.

## Faixas
| N.º            | Título                                                   | Letras         | Música         | Arranjo        | Duração |  |
| 1.             | "Progression"                                            | Y. Mori        | K. Yamamoto    | K. Yamamoto    | 3:58    |  |
| 2.             | "Road of the Promise ~Yakusoku no Michi~"                | Y. Mori        | K. Yamamoto    | K. Yamamoto    | 4:49    |  |
| 3.             | "Progression (instrumental)"                             | instrumental   | K. Yamamoto    | K. Yamamoto    | 3:58    |  |
| 4.             | "Road of the Promise ~Yakusoku no Michi~ (instrumental)" | instrumental   | K. Yamamoto    | K. Yamamoto    | 4:46    |  |
| Duração total: | Duração total:                                           | Duração total: | Duração total: | Duração total: | 17:31   |  |